# Ronde van Veneto
De Ronde van Veneto (Italiaans: Giro del Veneto) is een eendaagse wielerwedstrijd in Veneto, een regio in Italië met als hoofdstad Venetië. De wedstrijd werd voor het eerst in 1909 georganiseerd en maakt sinds 2005 deel uit van het Europese continentale circuit van de UCI, de UCI Europe Tour. De Ronde van Veneto werd in de maand augustus verreden. Sinds 2012 is de wedstrijd gefuseerd met de Coppa Placci. In 2021 maakte de koers een comeback en werd hij verreden in oktober, aan het einde van het seizoen.

## Lijst van winnaars

### Meervoudige winnaars
Renners in het cursief gedrukt zijn renners die nu nog actief zijn (Davide Rebellin is nog tot april 2011 geschorst wegens dopinggebruik).
| Overwinningen | Renner              | Land   | Jaren                     |
| ------------- | ------------------- | ------ | ------------------------- |
| 4             | Costante Girardengo | Italië | 1923 + 1924 + 1925 + 1926 |
| 3             | Aldo Canazza        | Italië | 1930 + 1931 + 1934        |
| 3             | Fausto Coppi        | Italië | 1941 + 1947 + 1949        |
| 3             | Davide Rebellin     | Italië | 1998 + 1999 + 2000        |
| 2             | Luigi Casola        | Italië | 1945 + 1950               |
| 2             | Luciano Maggini     | Italië | 1948 + 1954               |
| 2             | Adolfo Grosso       | Italië | 1952 + 1955               |
| 2             | Italo Zilioli       | Italië | 1963 + 1964               |
| 2             | Michele Dancelli    | Italië | 1965 + 1966               |
| 2             | Franco Bitossi      | Italië | 1970 + 1973               |
| 2             | Moreno Argentin     | Italië | 1984 + 1988               |
| 2             | Roberto Pagnin      | Italië | 1989 + 1991               |
| 2             | Massimo Ghirotto    | Italië | 1990 + 1992               |

### Overwinningen per land
| Overwinningen | Land                                                                  |
| ------------- | --------------------------------------------------------------------- |
| 76            | Italië                                                                |
| 2             | België                                                                |
| 1             | Denemarken, Oostenrijk, Spanje, Zwitserland, Frankrijk, Nieuw-Zeeland |